# (488430) 2016 XT21
(488430) 2016 XT21 es un asteroide perteneciente al cinturón exterior de asteroides, descubierto el 2 de diciembre de 2010 por el equipo del Spacewatch desde el Observatorio Nacional de Kitt Peak, Arizona, Estados Unidos.

## Designación y nombre
Designado provisionalmente como 2016 XT21.

## Características orbitales
2016 XT21 está situado a una distancia media del Sol de 3,234 ua, pudiendo alejarse hasta 3,822 ua y acercarse hasta 2,647 ua. Su excentricidad es 0,181 y la inclinación orbital 16,51 grados. Emplea 2125,12 días en completar una órbita alrededor del Sol.
Los próximos acercamientos a la órbita de Júpiter se producirán el 31 de mayo de 2031, el 1 de noviembre de 2042 y el 16 de febrero de 2054.

## Características físicas
La magnitud absoluta de 2016 XT21 es 16,3.